# 山光杜鹃
山光杜鹃（学名：Rhododendron oreodoxa）为杜鹃花科杜鹃花属下的一个种。

## 扩展阅读
- 維基物種上的相關：山光杜鹃